# Одді Гельґасон
Одді Гельґасон (ісл. Oddi Helgason, бл. 1070/80 — бл. 1140/50), званий Зоряним Одді (ісл. Stjörnu-Oddi) — селянин північної Ісландії, який досяг видатних астрономічних знань завдяки ретельним спостереженням. Одді виклав свої знання в «Оддаталі» (Oddatala), де він вказав положення сонця для кожного дня року в Ісландії та обчислив дату літнього та зимового сонцестоянь та положення сонця в ці дні, що стало корисним джерелом орієнтації для моряків, оскільки навігаційні інструменти в той час ще не використовувалися. Одді є головним героєм давньоскандинавської казки чотирнадцятого століття «Сон Зоряного Одді».

## Оддатала
«Оддатала» (ісл. Oddatala, «розповідь Одді») — єдиний відомий письмовий твір Зоряного Одді. У друкованому вигляді текст займає лише кілька сторінок Він розділений на три частини. У першій частині представлені точні дата і час літнього і зимового сонцестоянь в залежності від того, коли був високосний рік. У другій частині Одді визначає положення сонця протягом року. В останній частині описано напрямок світанку й заходу протягом року.

## Історичні обставини
В XI—XII століттях в Ісландії був введений юліанський календар, і його потрібно було пристосувати до місцевих обставин. Спостереження Зоряного Одді зробили значний внесок у правильну адаптацію християнського календаря. Після часів Одді роль самостійних наукових спостережень втрачалась через зростання грамотності та отримання знань із книг.

## Подальше читання
- http://w210.ub.uni-tuebingen.de/volltexte/2004/1073/pdf/19_joe~1.pdf
- http://www.hurstwic.org/history/articles/manufacturing/text/norse_ships.htm
- http://www.folklore.ee/Folklore/vol32/cps.pdf
- http://tidsskrift.dk/visning.jsp?markup=&print=no&id=97900
- http://www.rauth.at/papers/altisast.php